# Енкам
Енкам е една от 7-те общини на Андора. Населението ѝ е 13 225 жители (2005 г.), а има площ от 84 кв. км. Надморската височина е 1238 м. Намира се в източната част на страната. Голяма част от икономиката е базирана на туризма (ски и катерене).